# الحملة العباسية على آسيا الصغرى (782)
الغزو العباسي لآسيا الصغرى، حدث عام 165 هـ / 782م، وهي أحد أكبر العمليات التي شنتها الخلافة العباسية ضد الإمبراطورية البيزنطية، بقيادة هارون الرشيد الذي كان وقتها وليا للعهد. ويعتقد أن سبب هذا الغزو هو رد الاعتبار للمسلمين الذين انسحبوا أمام البيزنطيين سنة 164هـ / 780م.
تقدم الجيش العباسي حتى وصل خليج البحر الذي على القسطنطينية عند كريسبوليس وعبر مضيق البوسفور للعاصمة البيزنطية، القسطنطينية، وفي نفس الوقت داهمت قوات أخرى غرب آسيا الصغرى وهزمت القوات البيزنطية هناك. لم يهجم هارون الرشيد على القسطنطينية بل تراجع إلى الوراء وذلك بسبب قلة عدد السفن التي تساعد الجيش في الهجوم.